# Геснери, Роже
Роже Геснери (фр. Roger Guesnerie; род. 7 февраля 1943, Франция) — французский экономист, профессор экономики, президент Эконометрического общества в 1996 году.

## Биография
Роже Геснери родился 7 февраля 1943 года во Франции.
Успешно окончил Политехническую школу в Париже в 1964 году, затем Национальную школу мостов и дорог в 1967 году. В 1967 году также окончил Институт политических исследований (Париж). В 1982 году был удостоен докторской степени (Ph.D.) по экономике в Университете Тулузы 1.
Свою трудовую деятельность начал в должности научного сотрудника Центра исследований и прикладной математики при планировании (CERMAP) в 1967—1969 годах, затем научным сотрудником Центра перспективных исследований в прикладной математической экономике при планировании (CEPREMAP) в 1969—1981 годах.
Свою преподавательскую деятельность начал в должности преподавателя, затем в должности профессора в Национальной школе мостов и дорог в 1970—1983 годах. Был преподавателем в Политехнической школе в Париже в 1974—1986 годах и преподавателем в Институте политических исследований в Париже в 1975—1978 годах. Был приглашённым преподавателем в Университете Западный Париж — Нантер-ля-Дефанс в 1972—1973 годах, преподавателем Университета Париж-Дофин в 1974—1976 годах. В 1978 году занял должность профессора в Национальной школе статистики и экономического управления (ENSAE), где преподавал в 1978—1984 годах. Преподавал также Лондонской школе экономики и политических наук в 1990—1994 годах.
В то же самое время был научным сотрудником в 1976—1978 годах, директором по исследованиям в 1978—1986 годах, директором по исследованиям первого класса в 1986—1996 годах, директором по исследованиям экстра-класса в 1996—2000 годах в Национальном центре научных исследований (CNRS). Был приглашённым профессором в Лондонской школе экономики и политических наук в 1986 году, в Пенсильванском университете в 1980 году, в Колледже Черчилля в Кембридже в 1978 году, в Гарвардском университете в 1974 году и в 1979 году, в Центре исследований операций и эконометрики (CORE) в 1971 году. Приглашённым профессором был в Калифорнийском университете в 1993 году, в Центре экономических исследований в 1993 году.
Роже Геснери в настоящее время является директором по исследованиям в Высшей школе социальных наук во Франции (EHESS) с 1979 году, профессором экономической теории и социальных организаций в Коллеж де Франс с 2000 года.
Был соредактором журнала «Econometrica» в 1984—1989 годах, членом редколлегии журналов «Journal of Economic Theory» в 1980—1984 годах, «Journal of Public Economics» в 1981—1993 годах, «The Review of Economic Studies» в 1981—1984 годах, «European Economic Review» в 1991—1995 годах. Был вице-президентом в 1994—1995 годах и президентом Эконометрического общества в 1996 году, президентом Ассоциации французской экономической науки в 2002—2003 годах, членом совета в 1989—1992 годах, вице-президентом в 1992 году, выбранным президентом в 1993 году, президентом в 1994 году Европейской экономической ассоциации, президентом Ассоциации прикладной эконометрики в 1997—2001 годах.
Роже Геснери является членом редколлегии журналов «Review of Economic Design» с 1997 года, «Journal of Public Economic Theory» с 1998 года, членом Эконометрического общества с 1982 года, иностранным почётным членом Американской экономической ассоциации с 1997 года, иностранным почётным членом Американской академии искусств и наук с 2000 года, почётным доктором (Honoris Causa) в Высшей школе коммерческих исследований в Париже с 2001 года.

## Награды
За свои достижения был награждён:
- 1987 — кавалер французского ордена «За заслуги»;
- 1993 — серебряная медаль Национального центра научных исследований;
- 2006 — кавалер ордена Почётного легиона.